# Piłka nożna w Luksemburgu
Piłka nożna (luks. Foussball ˈfəʊ̯zˌbɑl) jest najpopularniejszym sportem w Luksemburgu. Jej głównym organizatorem na terenie Luksemburga pozostaje Fédération Luxembourgeoise de Football (FLF).
Według stanu na 17 listopada 2021 roku Mario Mutsch i Daniel da Mota mają odpowiednio 101 i 100 występów reprezentacyjnych, a Léon Mart strzelił 16 bramek w barwach reprezentacji Luksemburga.
W luksemburskiej Nationaldivisioun grają takie utytułowane kluby, jak Jeunesse Esch, F91 Dudelange i Racing FC Union.

## Historia

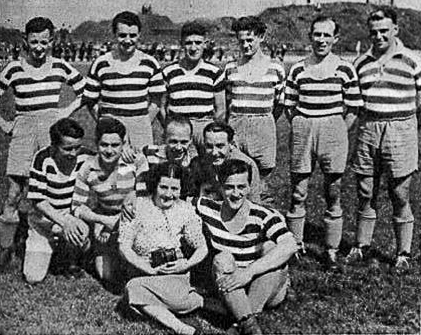
9 czerwca 1935 drużyna Fola Esch przegrała 1:4 na Stade Émile-Mayrisch z DWS Amsterdam.

Piłka nożna zaczęła zyskiwać popularność w Luksemburgu na początku XX wieku. 9 grudnia 1906 roku w Esch-sur-Alzette powstał pierwszy luksemburski klub piłkarski Fola Esch, potem następne. Po założeniu luksemburskiej federacji piłkarskiej - FLF w 1908 roku, rozpoczął się proces zorganizowania pierwszych oficjalnych Mistrzostw Luksemburga w sezonie 1909/10. Do 1915 rozgrywki odbywały się w grupie, a potem prowadzono mecz finałowy pomiędzy najlepszymi drużynami. Do sezonu 1913/1914 rozgrywki nazywały się w języku luksemburskim i francuskim odpowiednio Lëtzebuerger Championnat / Championnat Luxembourgeois.
W sezonie 1914/15 po raz pierwszy wystartowały rozgrywki w Éischt Divisioun / Première Division. W sezonie 1932/33 liga zmieniła nazwę na Éirendivisioun / Division d'Honneur.
Rozgrywki zawodowej Nationaldivisioun (fr. Division Nationale) zainaugurowano w sezonie 1957/58.

## Format rozgrywek ligowych
W obowiązującym systemie ligowym trzy najwyższe klasy rozgrywkowe są ogólnokrajowe (Nationaldivisioun, Éierepromotioun i Éischter Divisioun). Dopiero na czwartym poziomie pojawiają się grupy regionalne.

## Puchary
Rozgrywki pucharowe rozgrywane w Luksemburgu to jedynie:
- Puchar Luksemburga (Coupe de Luxembourg).